# Marek Chocian
Marek Chocian (ur. 24 listopada 1965 w Giżycku) – żeglarz, trener, olimpijczyk z Barcelony 1992 i Atlanty 1996.

Wielokrotny mistrz Polski w latach 1989 - 1996 w klasie 470 oraz w 1997 w klasie 49 er.
W regatach międzynarodowych odnosił sukcesy w latach 1993 - 2. miejsce w Kiler Woche w klasie 470, w roku 1996 - 1. miejsce w Sprig Cup Kopenhaga 1996 w klasie 470 oraz w 1997 zajmując 3. miejsce w SPA w klasie 49 er.
Na Igrzyskach olimpijskich w Barcelonie i Atlancie reprezentował Polskę w klasie 470 zajmując odpowiedni 21 i 16. miejsce.

Po zakończeniu kariery zawodniczej w latach 1998 - 2003 został trenerem olimpijskich klas 470 i 49 er. Jego zawodnicy wywalczyli srebrny medal mistrzostw Europy (1998 w klasie 49 er załoga Kacprowski - Kuźmicki) oraz brązowy medal mistrzostw świata (1999 w klasie 470 załoga Stańczyk - Jakubiak).
Był zawodnikiem Bazy Mrągowo, AKM Gdańsk i YKP Gdynia.